# Daniel Florin Vizitiu
Daniel Florin Vizitiu (* 30. Januar 1996) ist ein rumänischer Gewichtheber.

## Karriere
Vizitiu war 2013 Jugend-Europameister und 2014 Junioren-Vize-Europameister. Bei den Aktiven startete er erstmals 2014 bei den Europameisterschaften in Tel Aviv, bei denen er in der Klasse bis 56 kg Neunter im Zweikampf wurde (Sechster im Reißen und Achter im Stoßen).  Bei den Weltmeisterschaften im selben Jahr in Almaty belegte er in der Klasse bis 62 kg den 21. Platz. Kurz vor den Europameisterschaften 2015 wurde Vizitiu bei einer Trainingskontrolle positiv auf Stanozolol getestet und anschließend vom Weltverband IWF für vier Jahre gesperrt.